# NHKメディアテクノロジー
株式会社NHKメディアテクノロジー（エヌエイチケイメディアテクノロジー) (通称：NHK-MT)は、かつて存在した日本放送協会（NHK）の機能子会社で、放送技術を企画開発する技術プロダクション機能と、ユーザー系システムインテグレーター機能を担っていたNHKグループの中核技術企業である。
2019年4月1日、NHKアイテックと統合し解散。

## 概要
日本放送協会の技術会社であったNHKテクニカルサービス（NTS・1984年設立）とNHKコンピューターサービス（NCS・1985年設立）が2008年に統合して発足した。
NTSとNCSはそれぞれ「番組制作・送出」「放送システムの開発・運用・保守」などを担う機能分担子会社であった。統合の目的は、放送と通信の融合技術である「メディア技術」の開発であった。組織統合に際しNTSは「放送技術本部」、NCSは「情報システム本部」とされ、NTSの支社・事業所は「地域センター」として置かれることとなった。また、目的となっていた「メディア技術」についてはデータ放送やNHK Hybridcast（ハイブリッドキャスト）などを開発する「アドバンスドメディアセンター」として部門化されていた。なお「アドバンスドメディアセンター」では放送技術と情報システム技術を持った社員が混在していた。
グループ内での役割は「NHKを高度な技術で支え、継続的に番組を制作・送出すること」である。技術分担会社では総合技術会社NHKアイテックとNHK‐MTの2社が存在するが、NHKアイテックは送受信技術（放送所や各種放送機材などハードウェアの構築保守）の担当であり、NHK-MTは主に情報システムや番組制作・送出などのソフト・コンテンツ面（後述）を担当していた。「委託による放送番組の送出・制作に係わる技術業務」並びに「情報システムのコンサルティング・企画・設計・開発・運用・保守・教育」を主要事業としていた。
2019年4月1日付で、NHKアイテックと統合され、解散。

## 業務
高精細コンテンツ4K・8K番組制作業務・番組送出・運行対応・オリンピック国際信号対応のほか、3Dを含む情報システムの設計・開発やメディア変換から、パッケージ製品の販売までを行っていた。

## 担当番組
2018年度現在

### 総合
- あさイチ
- イッピン
- うまいッ!
- ウワサの保護者会
- NHK紅白歌合戦
- NHKスペシャル
- おやすみ日本　眠いいね!
- ガッテン!
- クローズアップ現代＋
- グッと!スポーツ
- ごごナマ
- 視点・論点
- シブヤノオト
- 旬感☆ゴトーチ!
- 正月時代劇
- 世界はほしいモノにあふれてる
- SONGS
- 大河ドラマ
- チコちゃんに叱られる!
- 鶴瓶の家族に乾杯
- 所さん!大変ですよ
- ドキュメント72時間
- 土曜ドラマ
- 土曜時代ドラマ
- ドラマ10
- どーも、NHK
- NAOMIの部屋
- ネーミングバラエティー 日本人のおなまえっ!
- バラエティー生活笑百科
- BSコンシェルジュ
- ファミリーヒストリー
- LIFE!
- 連続テレビ小説

### Eテレ
- あしたも晴れ!人生レシピ
- Rの法則（2018年4月24日放送終了）
- いないいないばぁ!
- ETV特集
- えいごであそぼ with Orton
- NHK短歌
- NHK俳句
- おかあさんといっしょ
- オドモTV
- おはなしのくに
- 香川照之の昆虫すごいぜ!
- きょうの健康
- きょうの料理
- グレーテルのかまど
- ゴー!ゴー!キッチン戦隊クックルン
- サイエンスZERO
- シャキーン!
- ＃ジューダイ
- すイエんサー
- すくすく子育て
- 世界へ発信!SNS英語術
- 世界の哲学者に人生相談
- 先人たちの底力 知恵泉
- 天才てれびくんYOU
- 日曜美術館
- 日本の話芸
- ねほりんぱほりん
- ハートネットTV
- ビットワールド
- 美の壺
- ららら♪クラシック
- ろんぶ〜ん
- わらたまドッカ〜ン
- その他、各語学番組、教育番組　ほか

### BS1
- スポーツイノベーション
- 熱血解剖!Bリーグ
- ワールドスポーツMLB

### BSプレミアム
- アナザーストーリーズ　運命の分岐点
- 英雄たちの選択
- AKB48 SHOW
- おとうさんといっしょ
- きらり!えん旅
- クラシック倶楽部
- The Covers
- ザ少年倶楽部
- 新・BS日本のうた
- 世界ふれあい街歩き
- みんなDEどーもくん!
- ワイルドライフ

### NHKワールド
- J-MELO

### 中継業務
- スポーツ中継全般（大相撲、女子オープンゴルフ、プロ野球、競馬、Jリーグ、Vリーグ、Bリーグ　ほか）
- 宝くじ中継
- おでかけライブ

### ラジオ第1
- NHKマイあさラジオ
- A.B.C.-Z 今夜はJ'S倶楽部
- サンドウィッチマンの天使のつくり笑い
- 日曜バラエティー
- ラジオコメディー『シワ・ハウス』
- ラジオ深夜便
- ラジオ文芸館

### ラジオ第2
- 音で訪ねる ニッポン時空旅
- 古典講読
- ボキャブライダー
- 朗読
- 各講座番組

### NHK-FM
- アニソン・アカデミー
- FM能楽堂
- AKB48の“私たちの物語”
- 音の風景
- カブキチューン
- 今日は一日○○三昧
- グッチ裕三の日曜ヒルは言舌半分
- サウンドクリエーターズ・ファイル
- サカナクション・山口一郎 Night Fishing Radio
- ベスト オブ クラシック
- ミュージックライン
- miwaのミューズノート
- MISIA　星空のラジオ
- ゆうがたパラダイス
- 吉木りさのタミウタ
- 夜のプレイリスト
- ラジオマンジャック